# Mrežni model
Mrežni model (definiran prema CODASYL specifikaciji) organizira podatke upotrebom dvije fundamentalne konstrukcije, nazvane zapisi i skupovi. Zapisi sadrže polja (koja mogu biti organizirana hijerarhijski kao u COBOL-u). Skupovi (ne treba se zabuniti s matematičkim skupovima) definiraju odnose "jednog naprama svima" između zapisa: jedan vlasnik, mnogo članova. Zapis može biti i vlasnik i član u bilo kojem broju skupova.
Operacije mrežnog modela navigacijske su u stilu da: program održava tekući položaj i upravlja od jednog do drugog zapisa sljedeći odnose u kojima sudjeluje zapis. Zapisi mogu također biti smješteni dobavljanjem ključnih vrijednosti.
Iako nije bitno obilježje modela, mrežna baza podataka općenito provodi skup odnosa sredstvima pokazivača koji izravno adresiraju mjesto zapisa na disku. To daje izvrsne povratne performanse na račun operacija poput učitavanja i reorganizacije baze podataka.